# Warneckea sousae
Warneckea sousae är en tvåhjärtbladig växtart som först beskrevs av Abílio Fernandes och Rosette Mercedes Saraiva Batarda Fernandes, och fick sitt nu gällande namn av A.E. van Wyk. Warneckea sousae ingår i släktet Warneckea och familjen Melastomataceae. Inga underarter finns listade i Catalogue of Life.